# Digama insulana
Digama insulana är en fjärilsart som beskrevs av Felder 1868. Digama insulana ingår i släktet Digama och familjen björnspinnare. Inga underarter finns listade i Catalogue of Life.